# Julius Conrad Müller
Julius Conrad Müller-Nutzhorn (* 1. Januar 1850 in Nutzhorn; † 4. Februar 1914 in Ganderkesee) war Gutsbesitzer und Mitglied des Deutschen Reichstags.

## Biografie
Müller besuchte die Handelsschule in Bremen (ein Realgymnasium) und die Landwirtschaftsschule in Neuenburg in Oldenburg. 1876 übernahm er das Gut Nutzhorn. Den Deutsch-Französischen Krieg 1870–71 hat er beim 6. Oldenburgischen Infanterie-Regiment 91 mitgemacht.
Von Juli 1895 bis 1903 war er Mitglied des Deutschen Reichstags für den Reichstagswahlkreis Waldeck-Pyrmont erst als Hospitant bei der Deutschkonservativen Fraktion, später für die Deutschsoziale Reformpartei. 1908–1914 war er auch Mitglied des Oldenburgischen Landtags.